# Позняк, Айвар
Айвар Позняк (латыш. Aivars Pozņaks; 2 февраля 1968) — латвийский футболист, нападающий. Выступал за сборную Латвии.

## Биография
До распада СССР принимал участие только в соревнованиях коллективов физкультуры. С 1985 года играл в чемпионате Латвийской ССР среди КФК за команду из Резекне — «Машиностроитель»/«Торпедо»/«Латгале»/«Страутмала» и со временем стал лидером клуба. В 1990 году, забив 26 голов в 26 турах, стал лучшим бомбардиром чемпионата республики, а команда в единственный раз за период его карьеры вошла в тройку призёров турнира. В следующем сезоне снова был лучшим снайпером своего клуба.
После восстановления независимости Латвии продолжил играть за клуб из Резекне, переименованный в «Вайрогс», в высшей лиге страны. С 10 забитыми голами вошёл в пятёрку лучших снайперов чемпионата. В 1993 году играл за РАФ (Елгава), с которым завоевал бронзовые награды чемпионата и Кубок Латвии. Затем снова играл за клуб из Резекне и за рижский «Университет» — новое название клуба РАФ.
С 2000 года играл за «Зибенс/Земессардзе» (Даугавпилс), с которым провёл несколько сезонов в первой лиге Латвии и стал победителем в сезоне 2000 года. В 2001 году со своим клубом играл в высшей лиге. В конце карьеры выступал за дебютанта высшей лиги «Диттон» (Даугавпилс).
Провёл один матч за национальную сборную Латвии — 19 мая 1995 года в рамках Кубка Балтии в игре против Эстонии вышел на замену на 54-й минуте вместо Александра Елисеева. Латвия стала победителем этого турнира.
После окончания профессиональной карьеры выступал в составе команды полиции в соревнованиях по мини-футболу, принимал участие в матчах ветеранов.

## Достижения
- Обладатель Кубка Латвии: 1993
- Бронзовый призёр чемпионата Латвии: 1993
- Победитель Кубка Балтии: 1995